# Вільгельм Едуард Бальцер
Вільгельм Едуард Бальцер (нім. Wilhelm Eduard Baltzer; 24 жовтня 1814 - 24 червня 1887) — німецький демократ і євангелійський теолог, засновник Союзу вегетаріанців Німеччини і перший президент Союзу громад релігійного гуманізму Німеччини (Bund Freireligiöser Gemeinden Deutschlands). Писав під псевдонімом Етлар Лінг (Etlar Ling).

## Життєвий шлях
Вільгельм Едуард Бальцер народився в Саксонії в родині пастора. Попередню освіту отримав у знаменитій німецькій гімназії Шульпфорта (Schulpfort), яку закінчив у 1834 р. і вступив до Лейпцизького університету, де два роки вивчав філософію і філологію, після чого перейшов до університету в Галле, в якому займався теологією. Після закінчення університету допомагав пристарілому батькові виконувати обов'язки пастора, був домашнім вчителем, а 1841 р. став дияконом і проповідником шпиталю у Деліцші (Delitzsch), де пропрацював шість років. Він мав пропозиції на престижніші посади, але через його конфлікт з консисторією не міг з них скористатись. Відмовившись від роботи в шпиталі, Бальцер заснував 5 січня 1847 р. у Нордгаузені (Nordhausen) вільну протестантську громаду, в якій 35 років був проповідником. У 1848 році був членом Предпарламенту у Франкфурті на Майні і членом Берлінських національних зборів. Як і більшість незалежних протестантських громад, громада у Нордгаузені сприйняла протестантський раціоналізм і пантеїстичну природну релігію.  Коли у1859 року такі незалежні громади об'єдналися у Союз громад релігійного гуманізму Німеччини, він був обраний його президентом. Ознайомившись з книгою Теодора Гана "Практичний підручник здорового життя" (Das praktische Handbuch zur gesunden Lebensweise), Бальцер стає вегетаріанцем і засновує на Великдень 1867 р. "Німецький союз здорового способу життя", перейменований через два роки у союз вегетаріанців (Deutscher Verein für naturgemäße Lebensweise (Vegetarianer)). Таким чином, у Німеччині поширюється рух вегетаріанців, починає видаватися спеціальний вегетаріанський часопис. В кінці 1881 р. Бальцер склав з себе обов'язки проповідника і перебрався до свого швагра в Дурлах, де й помер.

## Літературні твори
- Delitzsch - Halle - Nordhausen oder mein Weg aus der Landeskirche in die freie protestantische Gemeinde, Nordhausen 1847 р. - "Деліцш -Галле - Нордгаузен або мій шлях від сільської церкви до вільної протестантської громади"
- Deutsche Kirche. Mitteilungen aus der freien Gemeinde in Nordhausen, Nordhausen 1847 р. - "Німецька церква. Повідомлення  з вільної громади у Нордгаузені"
- Alte und neue Weltanschauung. Vorträge, gehalten in der freien Religionsgemeinde zu Nordhausen, Nordhausen 1850-1859 р.р.  - "Старе і нове світобачення. Доповіді, зроблені у вільній релігійній громаді Нордгаузену"
- Von der Arbeit. Oder die menschliche Arbeit in persönlicher und volkswirthschaftlicher Beziehung. Erste Ausgabe, Nordhausen 1864 р. - "Про работу. Або людська робота у особистому та народногосподарському відношенні"
- Pythagoras, der Weise von Samos. Ein Lebensbild, Nordhausen 1868 р.  (Reprint Heilbronn 1991 р., - ISBN 3-923000-58-8) - "Піфагор, самоський мудрець. Картина життя"
- Gott, Welt und Mensch. Grundlinien der Religionswissenschaft in ihrer Stellung und Gestaltung systematisch dargelegt, Nordhausen 1869 р. -"Бог, світ і людина. Систематично представлені основи релігійної науки у її становленні і стані"
- Ideen zur socialen Reform, Nordhausen 1873 р. -"Ідеї соціальних реформ"
- Vegetarianisches Kochbuch für Freunde der natürlichen Lebensweise - "Вегетаріанська кухарська книга для прихильників природного способу життя"
- Erinnerungen - Bilder aus meinem Leben, Frankfurt a. M. 1907 р. - "Спогади - картинки з мого життя"
- Vegetarismus und soziale Reform. Es lebe das Vegetariat, Osnabrück 1994 р. - "Вегетаріанство і соціальна реформа. Хай живе вегетаріанство"